# Lecidea doliiformis
Lecidea doliiformis är en lavart som beskrevs av Coppins & P. James. Lecidea doliiformis ingår i släktet Lecidea och familjen Lecideaceae.   Inga underarter finns listade i Catalogue of Life.